# Stabatyszki
Stabatyszki (lit. Stabatiškė) – dawna wieś na Litwie, w okręgu uciańskim, w rejonie wisagińskim.
M.in. na terenie wsi wybudowano Ignalińską Elektrownię Jądrową.

## Historia
W dwudziestoleciu międzywojennym ówczesny folwark leżał w Polsce, w województwie nowogródzkim (od 1926 w województwie wileńskim), w powiecie brasławskim, w gminie Dryświaty.
Według Powszechnego Spisu Ludności z 1921 roku zamieszkiwało tu 12 osób, wszystkie były wyznania rzymskokatolickiego i zadeklarowały polską przynależność narodową. Były tu 2 budynki mieszkalne. W 1931 zamieszkiwało tu 10 osób w 1 budynku.
Miejscowość należała do parafii rzymskokatolickiej w Gajdach. Podlegała pod Sąd Grodzki w m. Turmont i Okręgowy w Wilnie; właściwy urząd pocztowy mieścił się w Dryświatach.